# Alles Atze
Alles Atze è una sit-com tedesca ideata da Hubertus Albers alias Atze Schröder e da Die SchreibWaisen, prodotta da Sony Pictures e Fernseh Produktion GmbH e trasmessa dal 2000 al 2007 dall'emittente RTL Television. Protagonista della serie è lo stesso Atze Schröder;  altri interpreti principali sono Fatih Çevikkollu, Heike Kloss, Norbert Heisterkamp, Jürgen Mikol, Johannes Rotter e Waldemar Kobus.
La serie si compone di 6 stagioni, per un totale di 63 episodi, della durata 25 minuti ciascuno. Il primo episodio, intitolato Ein heißer Hund, venne trasmesso in prima visione il 7 gennaio 2000; l'ultimo, intitolato Alles hat seine Zeit, venne trasmesso in prima visione il 9 marzo 2007.

## Trama
Protagonista delle vicende è Atze Schröder, che vive in un appartamento di Essen-Kray assieme alla sua ragazza Biene e che gestisce un chiosco di alimentari nelle vicinanze con l'aiuto dell'amico Murat Günaydın.  A quest'ultimo, oltretutto mal pagato, Atze lascia spesso svolgere il "lavoro sporco".
Clienti abituali dell'esercizio sono il poliziotto Viktor Schimanek e Harry Möller, praticante del body building e sovente infedele nei riguardi della sua ragazza.

## Personaggi e interpreti
- Atze Schröder, interpretato da Hubertus Albers alias Atze Schröder
- Murat Günaydın, interpretato da Fatih Çevikkollu: è l'amico e l'aiutante di Atze.[2][4]
- Biene, interpretata da Heike Kloss: è la ragazza di Atze.[2][4]
- Viktor Schimanek, interpretato da Johannes Rotter e Waldemar Kobus: poliziotto, è uno dei clienti abituali del chiosco gestito da Atze.[2][4]

## Episodi
| Stagione         | Puntate | Prima TV Germania | Prima TV Italia |
| ---------------- | ------- | ----------------- | --------------- |
| Prima stagione   | 13      | 2000              | inedita         |
| Seconda stagione | 8       | 2001              | inedita         |
| Terza stagione   | 8       | 2003              | inedita         |
| Quarta stagione  | 8       | 2004              | inedita         |
| Quinta stagione  | 13      | 2005              | inedita         |
| Sesta stagione   | 13      | 2007              | inedita         |